# Götene kommun
Götene kommune med 13.243 (2010) ligger i det svenske län Västra Götalands län i landskapet Västergötland. Kommunens administrationscenter ligger i landsbyen Götene.
Kommunen ligger ud til den store sø Vänern, med det markante bjerg Kinnekulle ud til søen. Andre seværdigheder er motorbanen Kinnekulle Ring og Husaby kyrka.

## Byer
Götene kommune har fire byer (indb. pr 31. december 2005):
| #  | Tettsted   | Indbyggere |
| -- | ---------- | ---------- |
| 1. | Götene     | 4 727      |
| 2. | Källby     | 1 551      |
| 3. | Lundsbrunn | 862        |
| 4. | Hällekis   | 718        |

58°32′N 13°29′Ø / 58.533°N 13.483°Ø